# Мрачај (Бугојно)
Мрачај је насељено мјесто у Босни и Херцеговини, у општини Бугојно, које административно припада Федерацији Босне и Херцеговине. Према попису становништва из 1991. у насељу је живјело 35 становника.

## Становништво
| Националност       | 1991. | 1981. | 1971. | 1961. |
| Срби               | 35    | 102   | 269   | 309   |
| остали и непознато |       |       | 1     |       |
| Укупно             | 35    | 102   | 270   | 309   |

| Демографија | Демографија | Демографија |
| Година      | Становника  | Становника  |
| ----------- | ----------- | ----------- |
| 1961.       | 309         |             |
| 1971.       | 270         |             |
| 1981.       | 102         |             |
| 1991.       | 35          |             |